# Gap di massa
In teoria quantistica dei campi, il gap di massa è la differenza di energia tra il livello energetico più basso (il vuoto) e il primo livello energetico più alto. L'energia del vuoto è zero per definizione, e assumendo che tutti i livelli energetici possano essere pensati come particelle in onde piane, il gap di massa è la massa della particella più leggera.
Siccome le energie degli autostati di energia esatti (non perturbativi) sono sparsi e quindi non sono tecnicamente autostati, una definizione più precisa è che il gap di massa è l'estremo inferiore più grande dell'energia di ogni stato che ortogonale al vuoto.
L'analogo di un gap di massa nella fisica a molti corpi su un reticolo discreto nasce da una hamiltoniana con gap.

## Definizioni matematiche
Per un dato campo quantistico a valori reali {\displaystyle \phi (x)}, dove {\displaystyle x=({\boldsymbol {x}},t)}, si può dire che la teoria ha un gap di massa se la funzione a due punti ha la proprietà
{\displaystyle \langle \phi (0,t)\phi (0,0)\rangle \sim \sum _{n}A_{n}\exp(-\Delta _{n}t)}
dove {\displaystyle \Delta _{0}>0} è il minimo valore di energia nello spettro dell'hamiltoniana e quindi il gap di massa. Questa quantità, facile da generalizzare ad altri campi, è tipicamente misurata nei calcoli su reticolo. Fu dimostrato in questo modo il fatto che la teoria di Yang-Mills sviluppa un gap di massa su reticolo. Il corrispondente valore ordinato temporalmente, il propagatore, avrà la proprietà
{\displaystyle \lim _{p\rightarrow 0}\Delta (p)=\mathrm {costante} }
con la costante finita. Un esempio tipico è dato da una particella massiva libera e, in questo caso, la costante ha il valore 1/m2. Nello stesso limite, il propagatore per una particella priva di massa ha una singolarità.

## Esempi da teorie classiche
Un esempio di gap di massa originante da teorie senza massa, già a livello classico, può essere trovato nella rottura spontanea di simmetria o nel meccanismo di Higgs. Nel primo caso, bisogna trattare l'apparizione di eccitazioni senza massa, i bosoni di Goldstone, che vengono rimossi nel secondo caso per via della libertà di gauge. La quantizzazione preserva questa libertà di gauge.
Una teoria quartica di campo scalare privo di massa sviluppa un gap di massa già a livello classico. Si consideri l'equazione
{\displaystyle \Box \phi +\lambda \phi ^{3}=0.}
Questa equazione ha come soluzione esatta
{\displaystyle \phi (x)=\mu \left({\frac {2}{\lambda }}\right)^{1/4}\operatorname {sn} (p\cdot x+\theta ,-1)}
dove {\displaystyle \mu } e {\displaystyle \theta } sono costanti di integrazioni e {\displaystyle {\text{sn}}} è una funzione ellittica di Jacobi. La condizione affinché abbia questa soluzione è
{\displaystyle p^{2}=\mu ^{2}{\sqrt {\frac {\lambda }{2}}}.}
A livello classico, appare un gap di massa mentre, al livello quantistico, si ha una "torre di eccitazioni" e questa proprietà della teoria viene conservata dopo la quantizzazione nel limite per i momenti che tendono a zero.

## Teoria di Yang–Mills
Mentre i calcoli su reticolo suggeriscono che la teoria di Yang-Mills abbia proprio un gap di massa e una torre di eccitazioni, manca ancora una dimostrazione teorica, Questo è uno dei problemi per il millennio dell'Istituto matematico Clay e rimane un problema aperto. Tali stati per la teoria di Yang–Mills dovrebbero essere stati fisici, chiamati glueball, e dovrebbero essere osservabili in laboratorio.

## Rappresentazione di Källén–Lehmann
Se vale la rappresentazione spettrale di Källén-Lehmann, a questo livello si escludono le teorie di gauge, la funzione densità spettrale può assumere una forma molto semplice con uno spettro discreto che comincia con un gap di massa
{\displaystyle \rho (\mu ^{2})=\sum _{n=1}^{N}Z_{n}\delta (\mu ^{2}-m_{n}^{2})+\rho _{c}(\mu ^{2})}
dove {\displaystyle \rho _{c}(\mu ^{2})} è il contributo della parte a molte particelle dello spettro. In questo caso, il propagatore assumerà la forma seguente:
{\displaystyle \Delta (p)=\sum _{n=1}^{N}{\frac {Z_{n}}{p^{2}-m_{n}^{2}+i\epsilon }}+\int _{4m_{N}^{2}}^{\infty }d\mu ^{2}\rho _{c}(\mu ^{2}){\frac {1}{p^{2}-\mu ^{2}+i\epsilon }}}
dove {\displaystyle 4m_{N}^{2}} è approssimativamente il punto di partenza del settore a molte particelle. Ora, usando il fatto che
{\displaystyle \int _{0}^{\infty }d\mu ^{2}\rho (\mu ^{2})=1}
si conclude che per le costanti nella densità spettrale
{\displaystyle 1=\sum _{n=1}^{N}Z_{n}+\int _{0}^{\infty }d\mu ^{2}\rho _{c}(\mu ^{2})}.
Questo non potrebbe essere vero in una teoria di gauge. Bisogna piuttosto dimostrare che una rappresentazione di Källén-Lehmann per il propagatore vale anche in questo caso. L'assenza dei contributi a molte particelle implica che la teoria è triviale, dato che non prevede stati legati e quindi non c'è interazione, anche se la teoria ha un gap di massa. In questo caso si ottiene subito il propagatore impostando {\displaystyle \rho _{c}(\mu ^{2})=0} nelle formule di cui sopra.